# Kursko-Korzenna Ikona Matki Bożej „Znak”
Kurska lub Kursko-Korzenna Ikona Matki Bożej „Znak” – cudowna ikona Matki Bożej, wariant Ikony Matki Bożej „Znak”. 

## Opis
Ikona przedstawia Matkę Bożą Orantę z dłońmi wzniesionymi w górę w geście modlitewnym i Dzieciątkiem Jezus w mandorli na wysokości jej piersi. W otoczeniu postaci Maryi w wydzielonych polach rozmieszczone jest 9 postaci innych świętych (zależnie od wariantu), zaś ponad nią postać Boga Ojca. Niekiedy wizerunku Maryi i świętych oddzielają od siebie roślinne pnącza i kwiaty, co nawiązuje do legendarnych okoliczności objawienia się ikony. 

## Historia
Według legendy ikona została znaleziona przez myśliwego, gdy leżała na korzeniu drzewa w lesie w okolicach Kurska 8 września 1259, po zniszczeniu tego miasta przez najazd tatarski. Myśliwy dostrzegł podobieństwo wizerunku do znanej od poprzedniego stulecia ikony Matki Bożej „Znak” i zbudował kapliczkę, w której umieścił znalezioną ikonę. W miejscu, z którego ją podniósł, wytrysnęło źródło. Wiadomość o znalezionej ikonie rozeszła się po okolicach i wizerunek szybko zyskał opinię cudownego. 
Ikona cieszyła się szczególnym kultem wśród mieszkańców Rylska, którzy przenieśli ją do tego miasta do nowej cerkwi Narodzenia Matki Bożej. Ikona miała jednak samoistnie powrócić na dawne miejsce, co powtórzyło się kilkakrotnie, do momentu, gdy mieszkańcy Rylska zrezygnowali z jej przenoszenia. 
W 1358 kapliczka została spalona w czasie kolejnego napadu tatarskiego, zaś ikona rozbita i porzucona. Po latach jej dawny opiekun wrócił z niewoli i ze zdumieniem odkrył, że po złożeniu razem części wizerunku same złączyły się na nowo. W 1597 ikonę przewieziono do Moskwy, jednak na prośby mieszkańców Kurska po 18 latach wizerunek zwrócono i umieszczono w soborze, a następnie w nowo powstałym monasterze Ikony Matki Bożej „Znak”. Ikona – w odróżnieniu od cerkwi, w której była przechowywana – przetrwała rewolucję październikową, zabrana z Kurska przez ostatniego przedrewolucyjnego biskupa kurskiego Teofana. Biali emigranci przewieźli ją – przez Jugosławię i Niemcy – do USA, gdzie znajduje się do dziś. Jej stałym miejscem przechowywania jest sobór Ikony Matki Bożej „Znak” w Nowym Jorku.